# Олександрівський міський округ
Олекса́ндрівський міськи́й о́круг (рос. Александровский городской округ) — закритий міський округ у складі Мурманської області, Росія. Адміністративний центр — місто Полярний.

## Адміністративний поділ
Район адміністративно поділяється на 3 округи:
| Округ                | Площа, км² | Населення, осіб | Рік  | Центр        | Населені пункти |
| -------------------- | ---------- | --------------- | ---- | ------------ | --------------- |
| Гаджиєвський округ   | -          | 12729           | 2010 | Гаджиєво     | 2               |
| Полярненський округ  | -          | 17377           | 2010 | Полярний     | 2               |
| Сніжногорський округ | -          | 12683           | 2010 | Сніжногорськ | 1               |

До складу міського округу входять такі населені пункти:
| Населений пункт      | Населення, осіб (2010) |
| -------------------- | ---------------------- |
| Гаджиєвський округ   |                        |
| Гаджиєво             | 11068                  |
| Оленья Губа          | 1661                   |
| Полярненський округ  |                        |
| Бєлокаменка          | 84                     |
| Полярний             | 17293                  |
| Сніжногорський округ |                        |
| Сніжногорськ         | 12683                  |